# Rietumu Capital Centre
Rietumu Capital Centre (RCC) — центральный офис Rietumu Banka в Риге, деловой центр. Первый в Латвии бизнес-комплекс высшего класса (А+++). Расположен в микрорайоне Скансте на улице Весетас, 7
Здание состоит из трех сообщающихся между собой башен и многоэтажной крытой автостоянки. В отделке, в том числе внутренней, широко использован необработанный бетон. Все здание опоясывает двойной стеклянный фасад. Также на крыше одной из башен имеется большая открытая терраса с зелеными зонами и вертолетной площадкой.
Центральный офис Rietumu Banka спроектирован латвийским архитектурным бюро Zenico projekts. Авторы проекта — Виктор Валгумс и Улдис Берзиньш.
В 2010 году здание Rietumu Capital Centre получило Рижскую архитектурную награду и было названо лучшим зданием Риги.

## Строительство
Строительство Rietumu Capital Centre началось в конце 2005 года и было завершено в 2008 году.
В ходе строительства применялись технологии, обеспечивающие бережное отношению к окружающему ландшафту и минимальный уровень шума. Например, сваи для здания не забивались в землю, а вкручивались. Учитывались принципы оптимального потребления ресурсов.
Все процессы, связанные с температурой, уровнем влажности, управлением лифтами, коммуникациями и безопасностью осуществляет единая система управления зданием.